# Acalypha gossweileri
Acalypha gossweileri är en törelväxtart som beskrevs av Spencer Le Marchant Moore. Acalypha gossweileri ingår i släktet akalyfor, och familjen törelväxter. Inga underarter finns listade i Catalogue of Life.